# Paul Gignoux
Ne pas confondre avec Paul Gignoux (1906-1973), industriel français et président de la Fédération française de ski de 1946 à 1948.
Pour les articles homonymes, voir Gignoux.
Paul Gignoux (né le 11 juin 1928 et mort le 24 avril 1937 à Lyon) est un enfant lyonnais connu pour avoir été lynché et probablement lapidé par des enfants de la cité Philippe-de Lasalle de La Croix-Rousse à Lyon en France en 1937. 
Ce lynchage est possiblement dû au positionnement politique de son père adhérent au Parti social français et plus généralement à un clivage entre l'origine « privilégiée » de Paul Gignoux et celle plus populaire de ses agresseurs. Ce meurtre est perçu comme l'un des exemples de la tension politique existant en France pendant le Premier gouvernement Léon Blum.

## Origines
Paul Gignoux est issu d'une famille de notables lyonnais, dernier des huit enfants d'Octave Gignoux, négociant en vin. La famille est catholique, les enfants sont scolarisés en école privée et il s'avère que le père Octave Gignoux est engagé politiquement auprès du Parti social français, parti politique de droite conservatrice à tendance nationaliste.

## Circonstances du décès
Le soir du 24 avril (vers 18h40), Paul Gignoux part à vélo vendre des billets de tombola au profit de l’Union de l’enseignement libre. Au retour, il longe la cité Philippe-de-Lasalle au moins par la rue Hénon et est pris à partie par des enfants qui l'insultent et lui jettent des pierres. Les versions divergent sur la teneur des insultes ; ainsi l'Action française affirme que des propos à caractère politique ont été proférés (« Fascistes », etc.). Paul Gignoux se serait alors arrêté et aurait répliqué verbalement. Une fillette, Henriette Savet, l'aurait alors giflé ; la raison serait son renvoi du catéchisme peu de temps avant, par la sœur de Paul Gignoux.
Cette gifle semble être le déclencheur du lynchage : une quinzaine d'enfants de la cité toute proche le frappent à terre, y compris avec des pierres. L'agression se serait déroulée en deux temps : d'abord près du 107, rue Hénon puis pour sa partie la plus grave, rue Chazière.
Paul Gignoux rentre finalement chez lui à 19 heures à bicyclette. Il a le temps d'expliquer son agression à ses parents et d'être examiné par le docteur Branche. Quand ce dernier arrive, Paul Gignoux est déjà comateux. Il décède à 19 h 40, des suites d'un choc commotionnel, selon le médecin.

## Conséquences de l'affaire
L'enquête de police qui suit rapidement les faits est compliquée par le fait qu'aucun des agresseurs n'est pénalement responsable car tous âgés de moins de 13 ans. Rapidement la presse s'empare d'une polémique quant à l'origine du décès et donc remet partiellement en cause le diagnostic du Docteur Branche. La thèse d'un décès dû à un « choc émotionnel » en opposition à un « choc commotionnel » fait son chemin notamment dans la presse de gauche.

## Inhumation
Il est inhumé au cimetière de la Croix-Rousse : sa tombe porte la mention « lapidé à l’âge de 8 ans ».

### Radio
- Un enfant est mort, l'affaire Paul Gignoux, Affaires sensibles, 27 janvier 2022, [lire en ligne (page consultée le 28 janvier 2022)], invité : Gilles Vergnon.